# Leibniz-Institut für Polymerforschung Dresden
Le Leibniz-Institut für Polymerforschung (en français : Institut Leibniz de recherche sur les polymères) ou IPFDD est un établissement de recherche allemand situé à Dresde en Saxe. L’IPFDD est un membre de la Leibniz-Gemeinschaft (communauté scientifique Leibniz). Il est essentiellement consacré à la recherche sur les matériaux polymères.
L’IPFDD avant 1992 était connu sous le nom d’Institut für Technologie der Polymere der Akademie der Wissenschaften der DDR (institut de technologie des polymères de l’académie des sciences de la RDA). À partir de 1992, il est intégré à la Blaue Liste (liste bleue), l’ancêtre de la Leibniz-Gemeinschaft.
C’est actuellement le plus gros établissement de recherche sur les polymères en Allemagne.